# Bischöfliches Studienseminar St. Altmann
Das Bischöfliche Studienseminar St. Altmann war ein Internat des Bistums Passau. Es befand sich in Burghausen im Landkreis Altötting in Bayern. Die Seminaristen besuchten das staatliche humanistische Kurfürst-Maximilian-Gymnasium, das ehemalige Jesuitenkolleg Burghausen. Zum Ende des Schuljahres 1990 wurde es geschlossen.

## Geschichte der Institution
Das Haus wurde 1956 als Bischöfliches Studienseminar St. Altmann im alten Krankenhaus mit Heilig-Geist-Kirche durch den Passauer Bischof Simon Konrad Landersdorfer OSB gegründet, um in verstärktem Maße Knaben aus dem diözesanen Oberland für den Priesterberuf zu gewinnen. Am 1. Juli zogen zu Beginn des Schuljahres 1956/57 55 Seminaristen in Sankt Altmann ein. Bis zu 120 Schüler beherbergte das Seminar in seinen besten Zeiten (1967/68), über 500 Seminaristen waren über die 34 Jahre im Seminar. Zum Ende des Schuljahres 1989/1990 wurde das Seminar aufgrund sinkender Schüleranzahl geschlossen.

## Direktoren
- 1956–1959: Franz Lindemann
- 1959–1972: Alois Doppelberger
- 1972–1980: Walter Wakenhut
- 1980–1990: Josef Stemplinger